# Wilsberg: Der Betreuer
Der Betreuer ist die 53. Folge der Fernsehfilmreihe Wilsberg. Der Film basiert auf der Wilsberg-Figur von Jürgen Kehrer. Die Erstausstrahlung erfolgte am 14. Januar 2017 im ZDF. Regie führte Marc Rensing, das Drehbuch schrieben Sönke Lars Neuwöhner und Natalia Geb.

## Handlung
Privatdetektiv Georg Wilsberg stößt unverhofft auf eine Leiche, als er eine verwirrte alte Frau nach Hause bringt. Schockiert stellt er fest, dass er den Toten kennt und dieser ebenfalls Detektiv war. Die alte Dame wird inzwischen von ihrem Betreuer, Gregor Cassell, bei der Polizei als vermisst gemeldet. In ihrer Wohnung finden Kommissarin Springer und Overbeck nicht nur die Rentnerin wohlbehalten in ihrem Sessel, sondern auch den Toten und gehen zunächst von einem Unfall aus. Doch die Obduktion ergibt zweifelsfrei, dass der Mann erschlagen wurde.
Während Kommissarin Springer und Overbeck die Identität des Toten erst ermitteln müssen, ist Wilsberg ihnen einen Schritt voraus. Er sieht sich in der Wohnung seines Detektivkollegen um und kann auf dem Anrufbeantworter eine Nachricht abhören, die ihn zu Vanessa Balders führt, der Großnichte der alten Dame. Vanessa Balders betreibt mit ihrem Mann ein Designermöbelgeschäft und Wilsberg findet schnell heraus, dass es dort derzeit finanzielle Probleme gibt. Vanessa Balders bezichtigt den Betreuer ihrer Großtante der Erbschleicherei und hat Sorge, dass die alte Dame ihr Testament ändern könnte und sie dann leer ausgehen würde. Um das angeblich herauszufinden, hatte sie Detektiv Erwin Zylla beauftragt. Aber nicht nur sie hat Sorge um die zu erwartende Erbschaft, auch ihr ungeliebter Vater Guido Haffner, ein geldgieriger Prasser, fühlt sich betrogen. Er geht sogar so weit und klagt gegen Cassell. Da es in dessen Vergangenheit einige Ungereimtheiten gibt, gewinnt Haffner den Rechtsstreit und seine Tante muss zu ihm ziehen. Schon am nächsten Tag wird Guido Haffner erschossen in seiner Wohnung gefunden und Cassell wird des Mordes beschuldigt.
Ein Brief, den Wilsberg in einem alten Buch findet, bringt ihn letztendlich auf die Lösung des Falles. Darin gesteht Vanessa Balders ihrer Großtante, dass ihr Kind damals nicht an einem plötzlichen Kindstod starb, sondern dass sie dem Baby ein Kissen aufs Gesicht gedrückt hatte, weil es stundenlang geschrien habe. Zu ihrer Erleichterung schrieb sie ihrer Großtante, die für sie immer wie ein Mutterersatz war, alles in einem Brief auf. Da die Balders gerade große finanzielle Probleme haben, fürchtete Vanessa, dass ihre Ehe dann gänzlich zerstört wäre, wenn ihr Mann erfahren würde, dass sie die Schuld am Tod ihres Babys trägt.
Auf der Suche nach diesem Brief geriet der Detektiv Zylla an Vanessas Vater, der ihn in seinem Zorn erschlug. Da Vanessa dachte, dass ihr Vater dem Detektiv den Brief abgenommen hatte und sie ihre Großtante ihrem Vater schutzlos ausgeliefert sah, erschoss sie ihren eigenen Vater im Streit.

## Hintergrund
Der Betreuer thematisiert die Situation pflegebedürftiger Menschen und den Pflegenotstand in Deutschland. Ebenso greift der Film die Problematik des Datenabrufs im Internet und den möglichen Missbrauch auf und knüpft damit an die Warnung vor den Gefahren an, wie sie auch bei Wilsberg: Tod im Supermarkt behandelt wurden.
Der Running Gag „Bielefeld“ verweist in dieser Folge in Minute 26 auf eine Manufaktur für Designermöbel und in Minute 75 auf die Bezeichnung einer Lampe.
Bei dem Musiktitel am Ende des Films handelt es sich um Sail Away von David Gray aus dem Jahr 2001.
Der Betreuer erschien zusammen mit der Folge Die fünfte Gewalt von Polarfilm auf DVD.

## Rezeption

### Einschaltquote
Bei der Erstausstrahlung von Der Betreuer am 14. Januar 2017 im ZDF wurde der Film in Deutschland von insgesamt 6,52  Millionen Zuschauern gesehen und erreichte einen Marktanteil von 19,7 Prozent.

### Kritik
Wilfried Geldner gibt sich im Weserkurier begeistert: „Man hat eben Timing, oder man hat es nicht. Hier stimmt die Mischung aus Spannung, Witz und Leichtigkeit. ‚Wilsberg‘ scheint, auf den Spuren Agatha Christies wandelnd, derzeit eine erstaunliche Verjüngungskur zu machen. Mit dem zunehmenden Alter seiner Hauptakteure wächst deren Quirligkeit. Man freut sich also auf viele weitere Folgen.“
Tilmann P. Gangloff meinte bei tittelbach.tv: „Nach einigen überdurchschnittlich guten Krimis erlebt die Reihe ‚Wilsberg‘ gerade einen kleinen Durchhänger.“ Gangloff bewertet die Krimiebene als „recht kraftlos“ und „unter dem Durchschnitt: Die Geschichte ist allenfalls mittelprächtig und wird auch durch die Inszenierung nicht gerettet. [Lediglich] Einige bemerkenswerte Szenen & Figuren gibt es.“
Die Redaktion von TV Spielfilm beurteilt den Krimi mit dem „Daumen gerade“ und meint: „Falsche Fährten, eine überraschende Auflösung, aber es zieht sich und der Spaß kommt zu kurz!“ Insgesamt sei es ein „Ernsteres Konzept [und] das passt so gar nicht!“